# Языков, Александр Петрович
Александр Петрович Языков (1802—1878) — генерал-лейтенант, директор Императорского училища правоведения, член Александровского комитета о раненых, писатель.

## Биография
Родился 18 (30) мая 1802 года, сын генерал-майора Петра Григорьевича Языкова и жены его Анны Васильевны урождённой графини фон Мантейфель.
Образование получил в Пажеском корпусе, по окончании которого, 17 апреля 1823 года был произведён из камер-пажей в прапорщики лейб-гвардии Преображенского полка.
В 1828 и 1829 годах Языков принимал участие в войне с турками.
Во время польской войны, 25 декабря 1831 года, он, будучи уже в чине штабс-капитана, выказал блистательную храбрость, идя вместе с вызванными охотниками на штурм Воли, укрепленного предместья Варшавы; за это он награждён был орденом св. Георгия 4-й степени. При штурме города Варшавы ранен пулей в правую ногу ниже колена и контужен в нижнюю часть живота. Это обратило на него особое внимание императора Николая I: Языкову пожаловано было 4000 рублей на излечение и ежегодная пенсия в 750 рублей. Но лишь только Языков несколько оправился от ран, он 15 апреля 1832 года явился во фронт своего полка, в котором продолжал службу более шести лет. 14 ноября 1837 года произведён в полковники.
5 ноября 1838 года Языков назначен был полицмейстером города Риги, а 6 декабря 1847 года был произведён в генерал-майоры, с причислением к Министерству внутренних дел. В начале 1848 года ему, на время отсутствия в заграничный отпуск занимавшего эту должность генерал-майора князя Ливена, высочайше повелено было исправлять должность таганрогского градоначальника, а 16 декабря того же года он был командирован состоять в распоряжении московского генерал-губернатора графа Закревского. Через год, 6 декабря 1849 года, Языков был назначен директором Императорского училища правоведения.
И. А. Тютчев в своих воспоминаниях об училище правоведения характеризует его как человека суетливого, с некоторыми чудачествами, но в то же время очень строго относившегося к воспитанникам. В должности директора Языков пробыл приблизительно 29 лет. Кроме того, в 1856 году он был назначен членом консультации при Министерстве юстиции и 26 августа получил чин генерал-лейтенанта. С 26 октября 1855 года был членом Императорского Русского географического общества.
Вскоре тяжкие ревматические страдания, осложнившиеся болями открывшихся ран, полученных Языковым в польской кампании 1831 года, лишили его всякой возможности продолжать службу в качестве директора училища правоведения; в 1877 г. он принужден был уехать за границу лечиться и поселился в Вильдене. Уже здесь его, прикованного болезнью к постели, застала весть о назначении его членом Александровского комитета о раненых.
Умер от паралича спинного мозга в Вильдене 27 февраля 1878 года, похоронен на городском кладбище в Висбадене.

## Награды
Среди прочих наград Языков имел ордена:
- Орден Святого Георгия 4-й степени (25 декабря 1831 года, № 4644 по кавалерскому списку Григоровича — Степанова)
- Польский знак отличия за военное достоинство (Virtuti Militari) 4-й степени (1831 год)
- Орден Святого Станислава 1-й степени (1851 год)
- Орден Святой Анны 1-й степени (1853 год, императорская корона к этому ордену пожалована в 1856 году)
- Орден Святого Владимира 4-й степени с бантом (1856 год, за беспорочную выслугу 25 лет в офицерских чинах)
- Орден Святого Владимира 2-й степени (1858 год)
- Орден Белого орла (1865 год)

## Литературные труды
Языков написал несколько произведений, главным образом исторического характера; содержание некоторых других находится в связи с его служебной деятельностью. Труды его следующие:
- Взгляд на состояние прибалтийских губерний. — 1846.
- Замечания о причинах обмеления таганрогского порта. — 1848.
- О русском государственном цвете. — 1858.
- Воспоминания о селе Грузино, имении графа Аракчеева // «Военный сборник», 1866 г.; в др. варианте:

Из воспоминаний о селе Грузине, имении графа Аракчеева в 1826 году // Русский архив, 1869. — Вып. 9. — Стб. 1462—1484.
- История батальона великой княгини Екатерины Павловны, герцогини Ольденбургской. — 1868.
- Русская церковь в Потсдаме. 1718—1815 гг. // Русская старина, 1875. — Т. 13. — № 5. — С. 126—134.
- Описание пребывания императора Петра Великого в Саардаме и Амстердаме в 1697 и 1717 годах. (издано в Берлине на русском, немецком и голландском языках). Этот труд Языков преподнёс в дар городу Саардаму, с предоставлением права II-го и III-го изданий, но с тем, чтобы выручаемые от продажи деньги поступали на стипендию для обучения одного мальчика из детей саардамских корабельных плотников.

В последние годы своей жизни Языков занимался собиранием точных сведений о существующих на всем пространстве Российской империи памятниках государей, полководцев и других замечательных деятелей, а также важных исторических событий России; но вследствие болезни он не успел довести этот труд до конца.